# Angelika Beranek

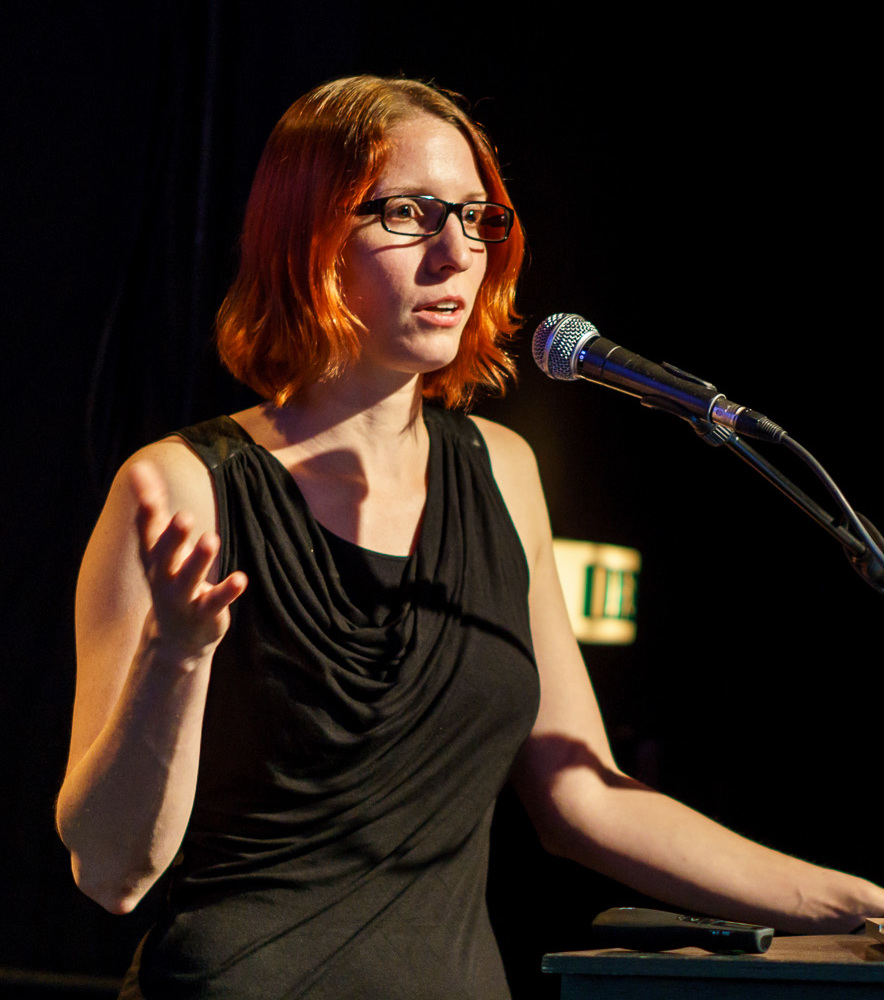
Angelika Beranek (2014)

 Angelika Beranek (* 1980 in Sonthofen) ist eine deutsche Jugendarbeiterin und Medienpädagogin. Sie beschäftigt sich vor allem mit den Auswirkungen der Digitalisierung auf die Theorie und Praxis der Sozialen Arbeit.

## Leben
Beranek studierte von 2000 bis 2004 an der Hochschule Landshut und der Hochschule Darmstadt Sozialpädagogik. 2004 absolvierte sie ihr Anerkennungsjahr bei der Stadt Rüsselsheim. Von 2005 bis 2015 war sie Mitarbeiterin in der medienpädagogischen Jugendeinrichtung der Stadt Neu-Isenburg, dem Infocafe. Sie promovierte 2013 an der Johannes Gutenberg-Universität Mainz bei Stefan Aufenanger zum Thema Sicher in Communities: Analyse der Einflüsse einer Aufklärungseinheit über Onlinerisiken unter besonderer Berücksichtigung des peer to peer Ansatzes mit dem Schwerpunkt Onlinemobbingprävention.
Sie entwickelte zusammen mit Beate Kremser, Florian Borns, Gregory Grund und Jörg Schüler das Mentorenprogramm zur Onlinemobbingprävention Digitale Helden.
Seit 2015 ist sie Professorin und Studiendekanin an der Hochschule München an der Fakultät für angewandte Sozialwissenschaften. Dort vertritt sie den Schwerpunkt Medienbildung und leitet das dortige Medienlabor. Sie ist zudem Studiengangsleiterin des Masterstudiengangs „Angewandte Forschung in der Sozialen Arbeit“ und des Masterstudiengangs „Soziale Arbeit, Forschung und Digitalisierung“.
Beranek ist u. a. Mitglied im Fachverband Medienabhängigkeit der Gesellschaft für Medienpädagogik und Kommunikationskultur (GMK), assoziiertes Mitglied im Frankfurter Technologiezentrum Medien und leitet zusammen mit Sebastian Ring die Landesgruppe Bayern der GMK.
Themengebiete sind Computerspiele, soziale Netzwerke, Cybermobbing, Medienabhängigkeit, Digitalisierung in Theorie und Praxis der Sozialen Arbeit, Bildung und Gamifikation.
Seit Mai 2025 ist sie Teil des Vorstandes des JFF – Institut für Medienpädagogik in Forschung und Praxis.

## Veröffentlichungen
- Foto-story. In: Eike Rösch, Kathrin Demmler, Elisabeth Jäcklein-Kreis, Tobias Albers-Heinemann (Hrsg.): Medienpädagogik Praxis Handbuch, Grundlagen, Anregungen und Konzepte für aktive Medienarbeit, kopaed, München 2012, S. 134.
- Digitales analog erklären – Wie man digitale Medien ohne Medieneinsatz in den Unterricht integrieren kann. In: Thomas Knaus, Olga Engel (Hrsg.): fraMediale – digitale Medien in Bildungseinrichtungen (Band 3), kopaed, München 2013, S. 187.
- Machinimas: Filmen mit Computerspielen. In: Tobias Braune-Krickau, Stephan Ellinger, Clara Sperzel (Hrsg.): Handbuch Kulturpädagogik für benachteiligte Jugendliche, Belz, Weinheim 2013, S. 851.
- Sicher in Communities – Analyse der Einflüsse einer Aufklärungseinheit über Onlinerisiken unter besonderer Berücksichtigung des Peer- to-Peer Ansatzes, Verlag Dr. Kovač, Hamburg 2013.
- Fotostory. In: Fachverband Medienabhängigkeit (Hrsg.): Let´s Play Methoden zur Prävention von Medienabhängigkeit, Pabst Science Publishers, Lengerich 2013, S. 41.
- mit Simon Zwick: Actionbound – laufend lernen. In: Katja Friedrich, Friederike Siller, Albert Treber (Hrsg.): Smart und mobil – Digitale Kommunikation als Herausforderung für Bildung, Pädagogik und Politik. koepad, München 2015.
- mit Sebastian Ring: Nicht nur Spiel – Medienhandeln in digitalen Spielwelten als Vorstufe zu Partizipation. In: Merz Wissenschaft – Digitale Spiele, koepad, München 2016.
- Peter Hammerschmidt / Juliane Sagebiel / Burkhard Hill / Angelika Beranek (Hrsg.): Big Data, Facebook, Twitter und Co. und Soziale Arbeit, Belz Juventa, Weinheim 2018
- Beyond the Black Box – Was steckt hinter dem Interface? Programmierte Werte und die Rolle der Medienpädagik. In: Knaus/Merz (Hrsg.): Schnittstellen und Interfaces, Digitaler Wandel in Bildungseinrichtungen. kopaed, München 2020.
- Social media und Öffentlichkeitsarbeit. In: Kutscher et al. (Hrsg.): Handbuch Soziale Arbeit und Digitalisierung. Beltz Juventa, Weinheim 2020.
- mit Burkhard Hill, Juliane Sagebiel: Digitalisierung und Soziale Arbeit – ein Diskursüberblick. In: Soziale Passagen (2019) 11:225 Springer, 2019.
- mit Sebastian Ring: Medienkompetenz und Medienpädagogik. In: Gerd Stecklina, Jan Wienforth (Hrsg.): Handbuch Lebensbewältigung und Soziale Arbeit, Praxis, Theorie und Empirie. Beltz Juventa, Weinheim 2019.
- Soziale Arbeit im Digitalzeitalter – Eine Profession und ihre Theorien im Kontext digitaler Transformation, Beltz Juventa 2021